# Caryomys inez
Caryomys inez és una espècie de mamífer rosegador de la família dels cricètids. És endèmic de la Xina (Anhui, Gansu, Hebei, Henan, Hubei, Ningxia, Shaanxi, Shanxi i Sichuan). El seu hàbitat natural són els barrancs i esvorancs amb vegetació i el sòl poc compacte. És una espècie en risc mínim, és a dir, no sembla que hi hagi cap amenaça significativa per a la seva supervivència. Se n'han trobat restes fòssils a la cova de Huanglong (Hubei). Es desconeix qui és la Inez en honor de qui fou anomenada l'espècie.